# 호르헤 베르가라

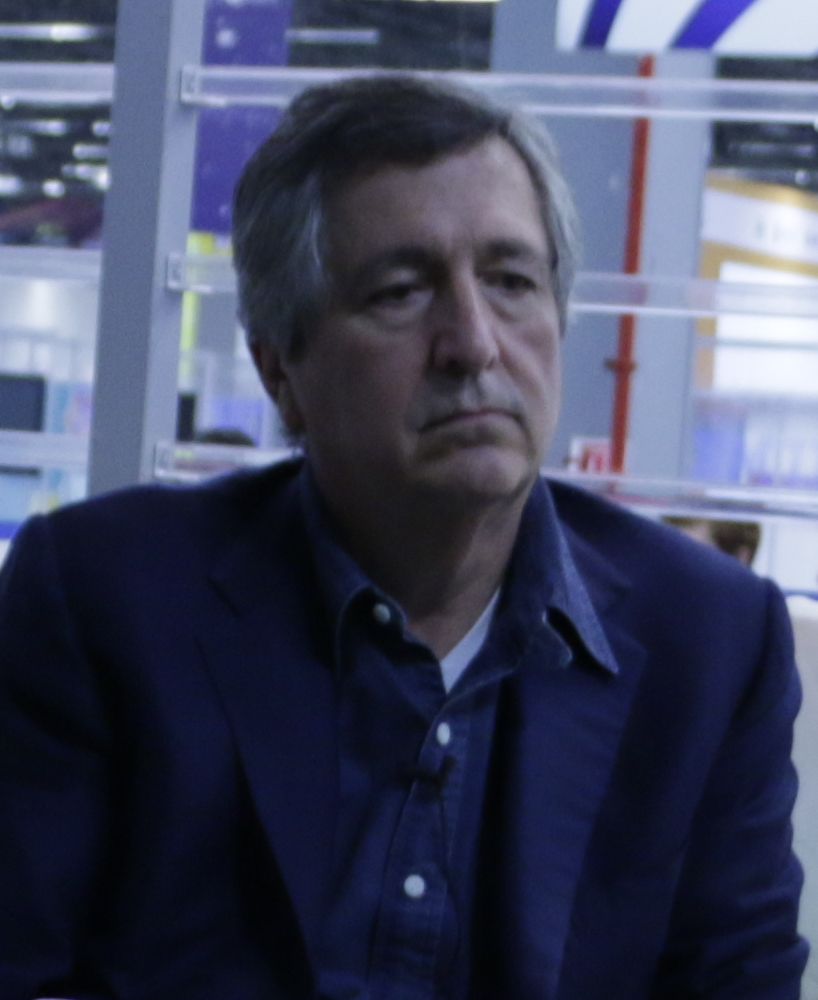

호르헤 베르가라(Jorge Vergara, 1955년 3월 3일 ~ 2019년 11월 15일)는 멕시코의 기업인이자 영화 제작자로, 멕시코의 CD 과달라하라, 코스타리카의 데포르티보 사프리사, 미국 메이저 리그 사커의 치바스 USA 등의 축구팀의 구단주이기도 하다.
과달라하라 할리스코 출생으로, 거리에서 타코를 팔며 생활하다가 1980년 만사니요에서 존 피터슨을 만나 함께 일하기 시작하였다.
피터슨과 함께 허벌라이프 제품을 팔았고, 다른 국가로도 수출을 확장해 멕시코 상위 250개 기업이 되고 북미와 유럽 및 아시아 23개국에 진출해 450만의 유통 업체가 되었다.
1999년에 영화에도 관심을 기울여 영화 감독 알폰소 쿠아론을 만나 〈이 투 마마〉를 제작했고 스페인의 페드로 알모도바르 엘 데세오와도 함께 〈El Espinazo Del Diablo〉를 제작하였다. 그리고 2004년 과달라하라 영화제에서 최우수 JAC 상을 수상하였다.
스포츠계에도 관심을 기울여 2002년 CD 과달라하라의 구단주가 되었고, 2004년 미국 메이저 리그 사커의 CD 치바스 USA의 구단주가 되었다.